# شط الجريد

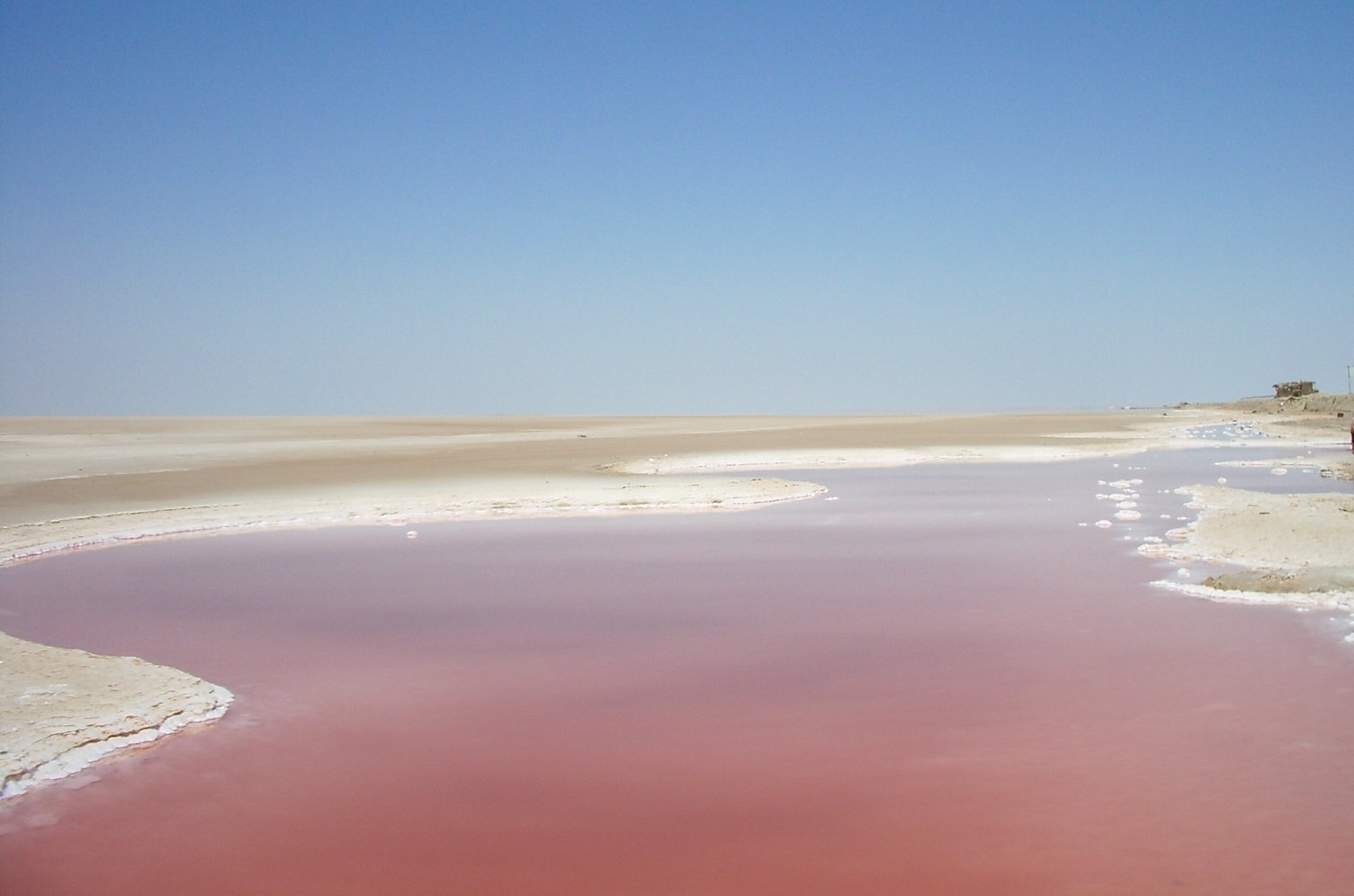
شط الجريد

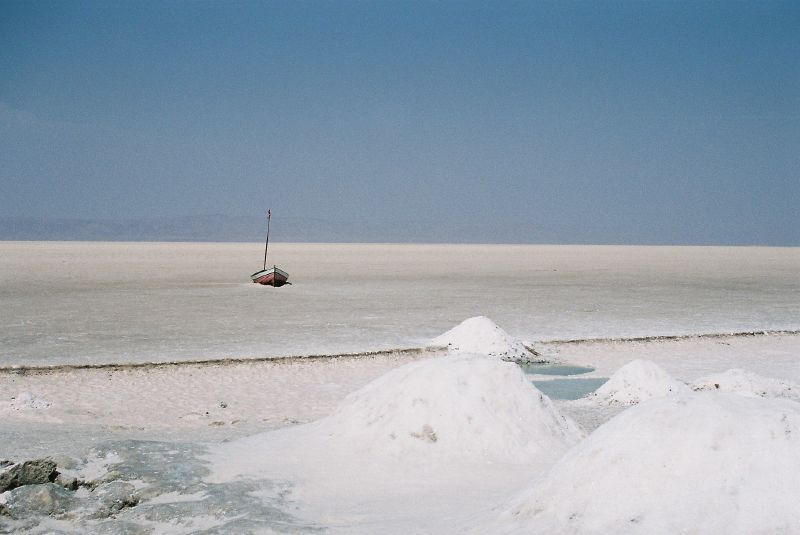
شط الجريد أثناء فصل الصيف

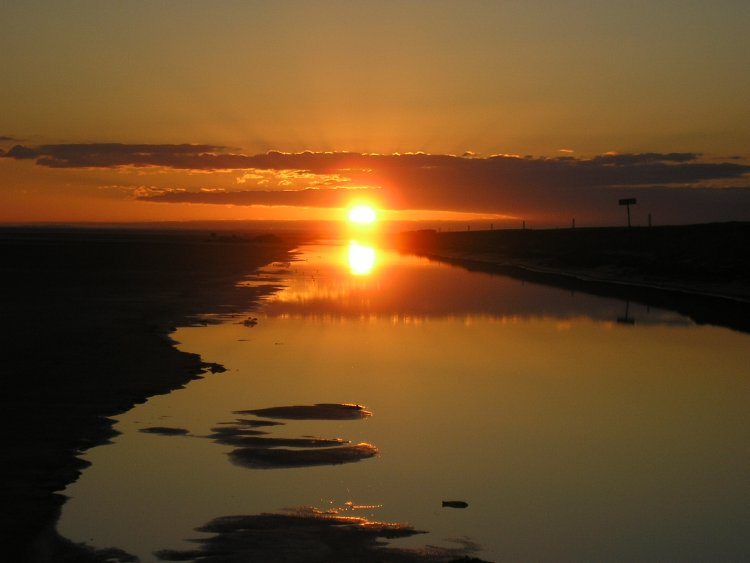
شط الجريد أثناء شروق الشمس

شط الجريد هو شط يقع في الصحراء التونسية، وهو يمتد من مدينة قبلي شرقًا إلى مدينة حزوة غربًا، إذ يبلغ عرضه الأقصى 120 كم ويشغل مساحة 7.000 كم2. و منخفض بين 10 و 25 مترا فوق سطح البحر.
```
يعتبر شط الجريد من أهم مميزات الجنوب الغربي 
التونسي
. تتفجر المياه فيه في 
الشتاء
، وفي 
الصيف
 تكسوه طبقة من الملح.
```

## لمحة تاريخية
كان شط الجريد يسمى في القديم بحيرة تريتونيس Lac Tritonis، ثم أصبح يسمى في العهد الإسلامي سبخة تاكمرت أو فرعون. وقد ورد ذكره في عدد من كتب الجغرافيا والرحالة العرب ومن بينهم أبي عبيد البكري (ق5هـ/11م) في كتابه المسالك والممالك (ص 47-48) : "ومن نفزاوة تسير إلى بلاد قسطيلية وبينها أرض سواخة لا يهتدى للطريق فيها إلا بخشب منصوبة وأدلاء تلك الطريق بنو موليت لأن هناك ظواعينهم، فإن ضل أحد يمينا أو شمالا غرق في أرض ديماس تشبه في الرطوبة بالصابون وقد هلكت فيها العساكر والجماعات ممن دخلها ولم يدرِ أمرها". ويذكر التجاني في رحلته (ص 154-155) عند قطعه لسبخة تاكمرت تلك في بداية ق 8هـ /14م ما يلي: "ووجدنا فيها معالم قائمة من جذوع النخل تمنع السالك من الخروج عن طريقها المسلوك يمينا وشمالا لأن ما على يمينها وشمالها من الأرض مغائض لا تثبت عليها قدم، ولا يسلكها أحد جاهل بها إلّا غاص فيها ( ). كما ذكره ابن خلدون والوزير السراج وغيرهما.
في القرن التاسع عشر، خطط القبطان روديير لتحويل شط الجريد إلى بحر داخلي، لكن تبين فيما بعد استحالة ذلك طبوغرافيّا.
| شط الجريد |

## معرض صور

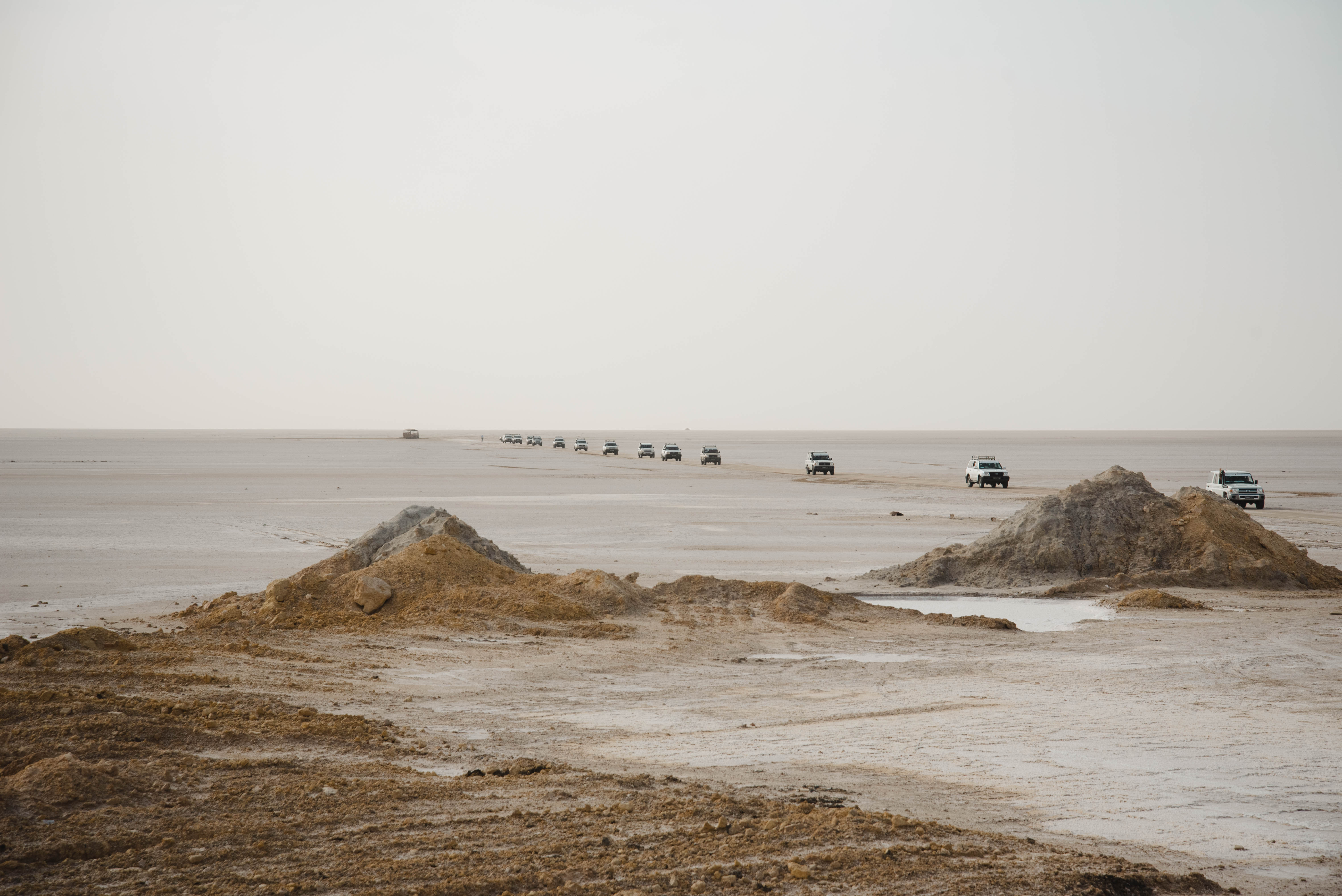
Chott Ejjerid - Route Tozeur
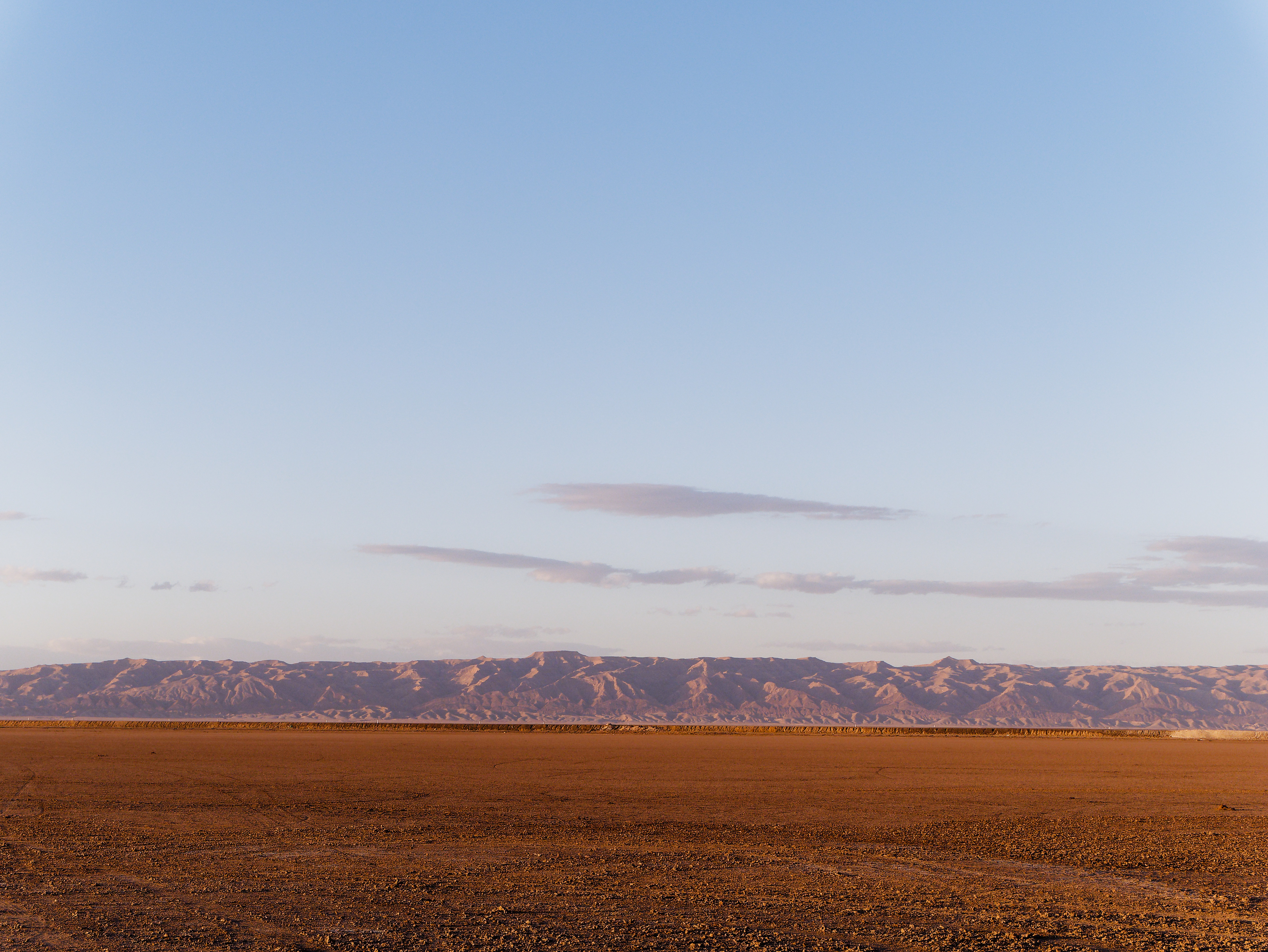
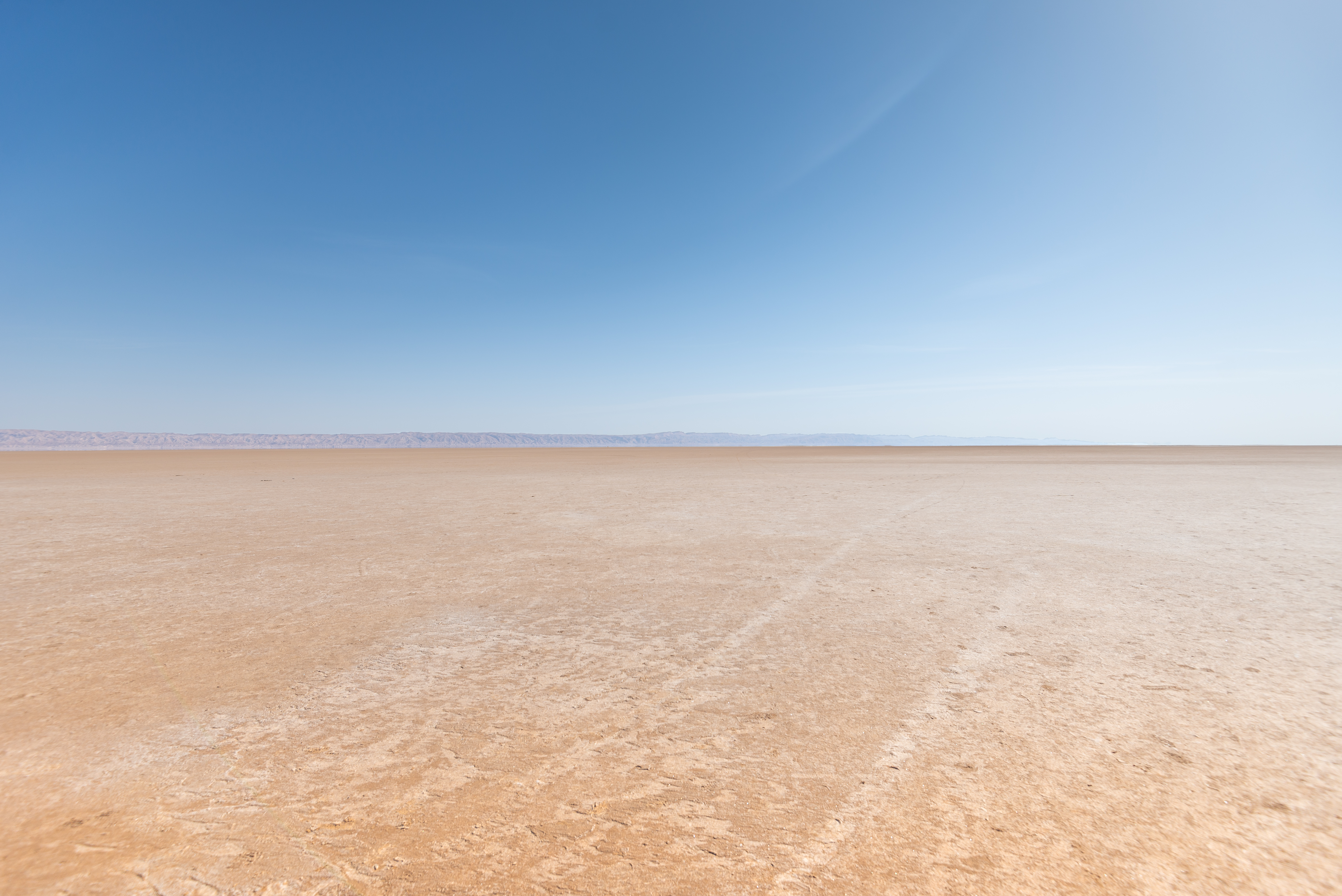
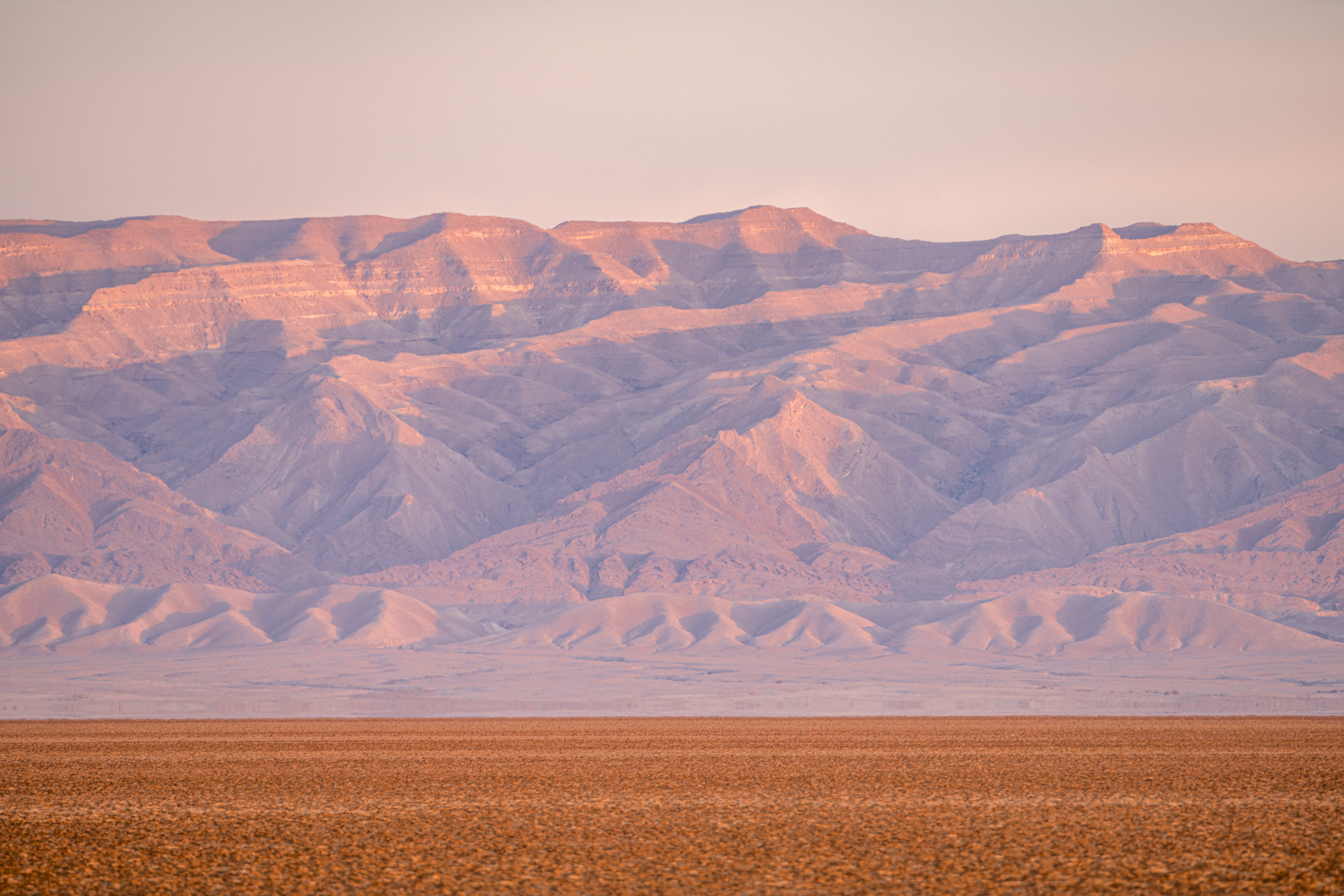
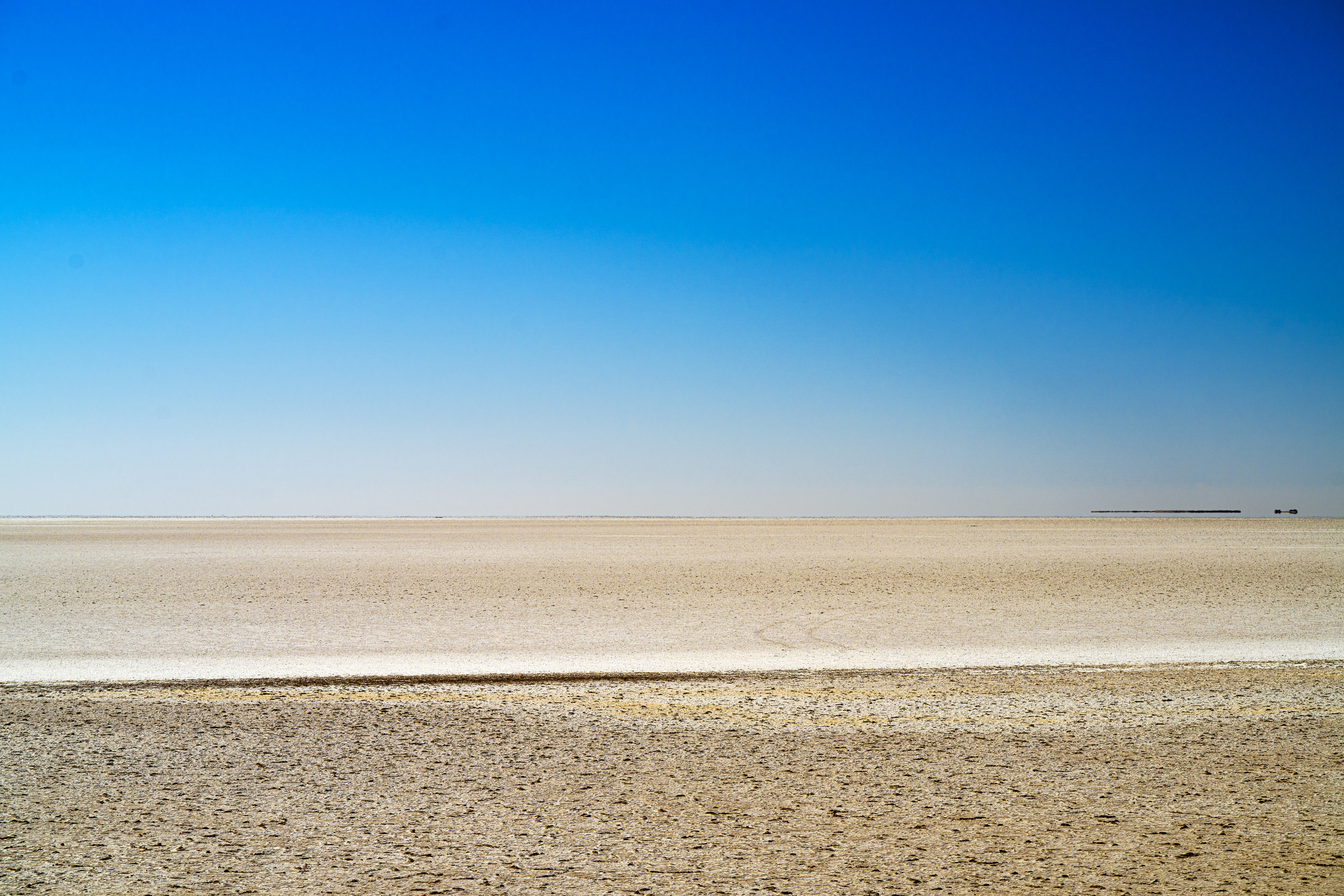
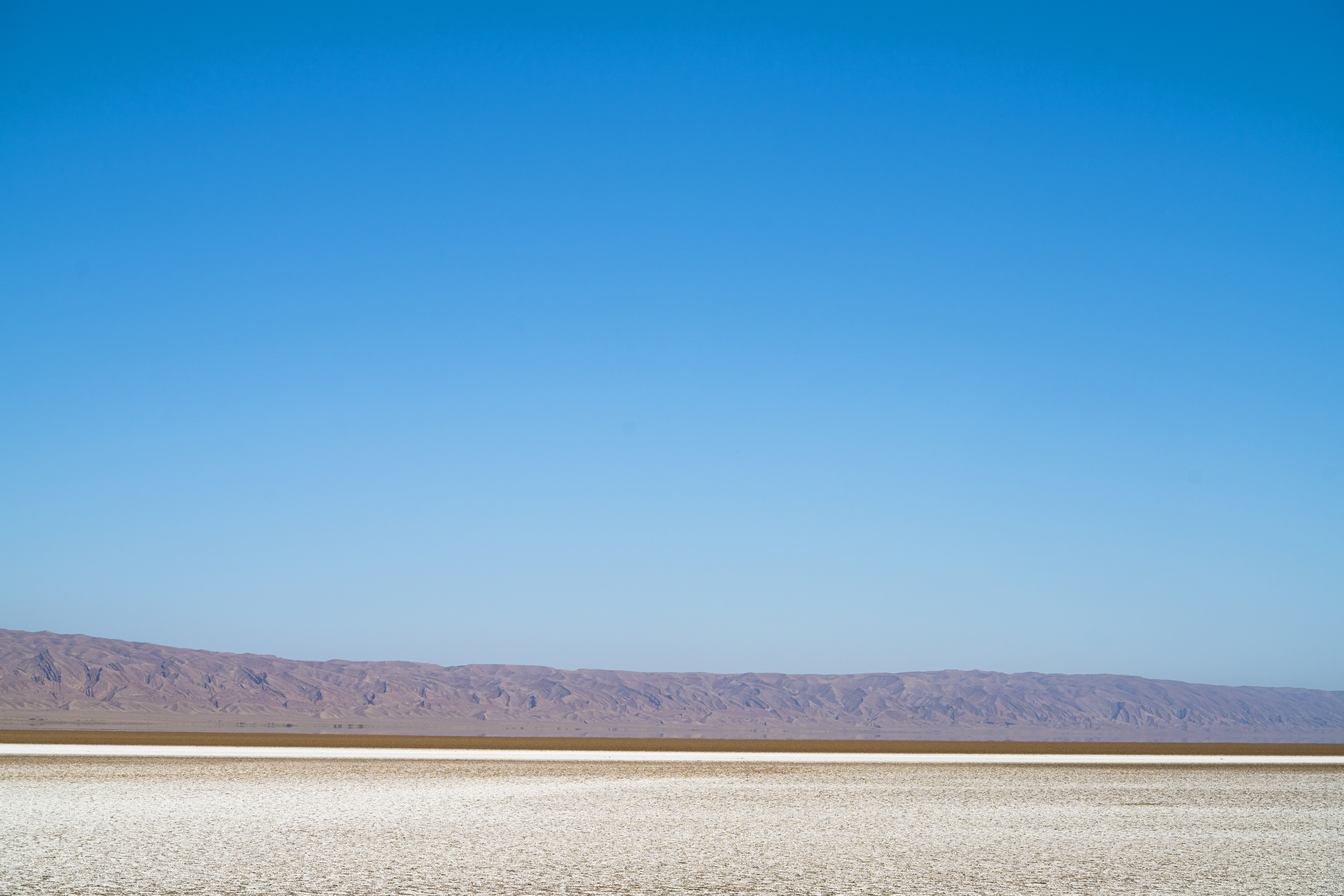
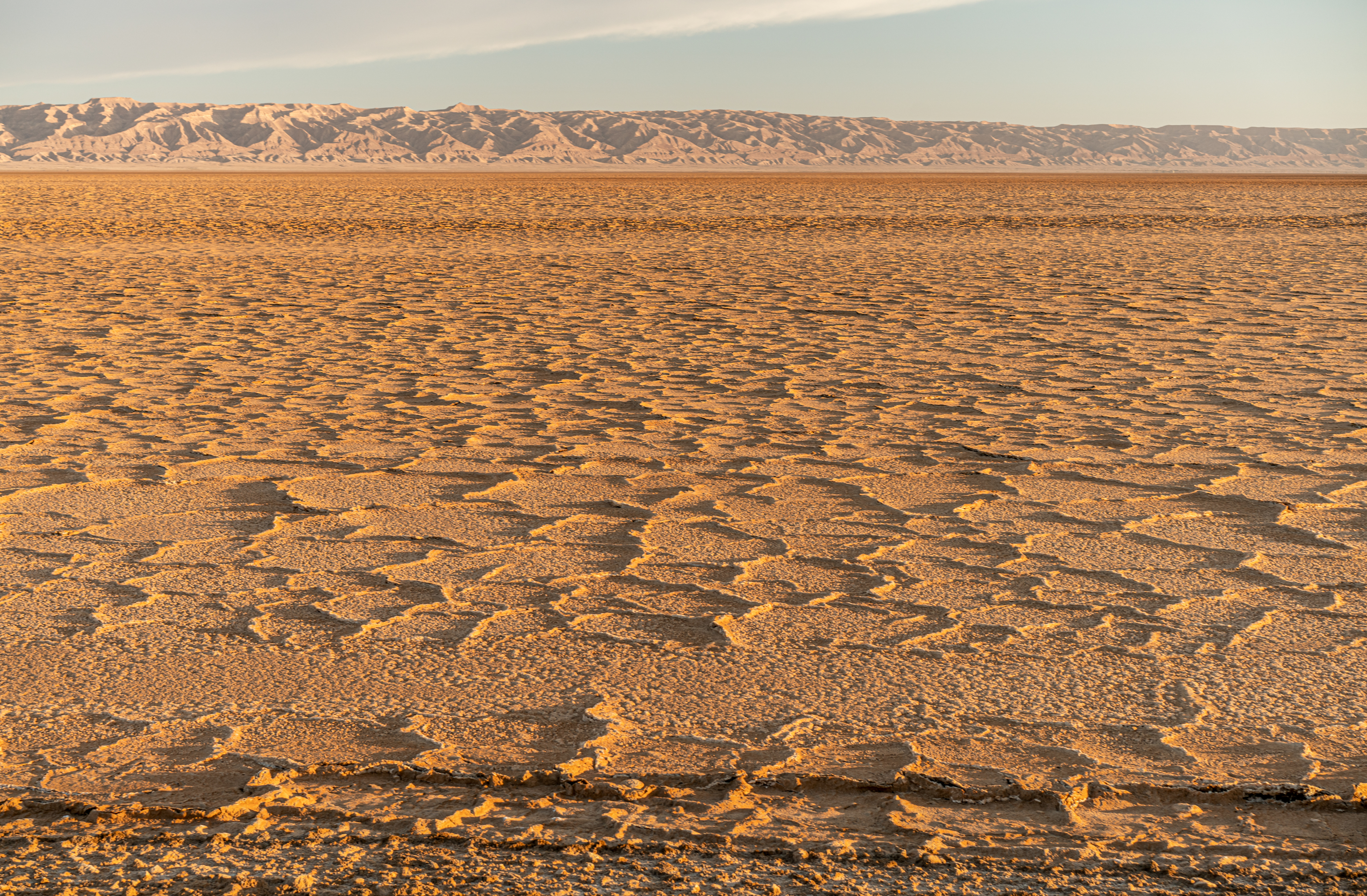